# بخش ماریون (شهرستان هنکوک، اوهایو)
بخش ماریون (به انگلیسی: Marion Township) یک منطقهٔ مسکونی در ایالات متحده آمریکا است که در شهرستان هنکاک، اوهایو واقع شده‌است.
 بخش ماریون ۶۳٫۴ کیلومتر مربع مساحت و ۲٬۷۵۹ نفر جمعیت دارد و ۲۴۲ متر بالاتر از سطح دریا واقع شده‌است.